# Ljubo Krasić
Fra Ljubo Krasić (Čitluk, Hercegovina, 18. ožujka 1938. – Humac, 21. lipnja 2020.) bio je hrvatski franjevac poznat po obrazovnom radu.
Brat je b-h. poznatog kinologa, ljubitelja prirode i upravitelja Parka prirode Blidinje jezero fra Petra Krasića.

## Životopisi
Rodio se je 1938. u Čitluku u Hercegovini. U Visokom je pohađao franjevačku gimnaziju. Filozofiju i bogoslovlje studirao je u Sarajevu, Zagrebu i Rimu. Franjevcem je postao 1957. godine u Kraljevoj Sutjesci. Svećeničke sakramente primio je 2. kolovoza 1964. na Širokom Brijegu.
Nakon toga je godinu dana boravio u širokobriškoj župi. Potom je otišao u Švicarsku gdje je organizirao hrvatsku misiju. Pokrenuo je misijski list Movis, koji je i okupljao i obavještavao Hrvate diljem Švicarske o vjerskim i nacionalnim događajima. Tad su bila velebna hodočašća u Einsiedelnu u Švicarskoj gdje se okupljalo tisuće hrvatskih vjernika iz raznih dijelova Švicarske, Njemačke, a mnogi su sudjelovali i iz Hrvatske. U okvirima Hrvatske katoličke misije i u suradnji s Hrvatskim društvom organizirao različita predavanja o hrvatskome jeziku, književnosti i kulturi, a među predavačima su bili i neki poznati književnici i jezikoslovci iz Hrvatske. U Švicarskoj je boravio od 1967. do 1971. godine. Nakon toga opet ide na studij. Ovog puta to je bio studij moralne teologije koju je studirao na rimskom sveučilištu Alphonsianumu. Studirao je do 1974. godine. U tom je vremenu surađivao s novoosnovanim izdavačem Ziralom, kojem su bili na čelu poznati intelektualci fra Dionizije Lasić i Lucijan Kordić.
1974. je otišao u SAD gdje je odmah počeo intenzivno djelovati. Iste je postavljen za pomoćnog župnika u župi sv. Ćirila i Metoda u New Yorku. Od osnutka 1974. na svećeničkom sastanku u New Yorku, fra Ljubo Krasić vodio je Hrvatske izvandomovinske škole Kanade i Amerike (HIŠAK), odgojno-školsku organizaciju hrvatskih iseljenika iz SAD-a i Kanade koju se smatra najvažnijom hrvatskom školskom ustanovom izvan Hrvatske, a kojoj je jednom od suosnivača.
1975. godine imenovan je na mjesto direktora Hrvatskog etničkog instituta iz Chicaga. Nakon dvije godine boravka u SAD-u vratio se u Hercegovinu. 1976. je proboravio u Mostaru gdje je radio sa studentima. Nakon toga opet se je vratio u SAD te je od 1977. do 1980. bio u Chicagu gdje je ponovno imenova na mjesto direktora HEI-ja. Također je djelovao i pri župi sv. Jeronima u Chicagu.
Nakon Chicaga djelovao je u Sudburyju od 1980. do 1987. kao župnik župe sv. Marka. Ondje je sa župljanima kupio i preuredio crkvu sa župnom kućom i dvoranom.  
Poslije toga odlazi u Norval gdje je imenovan upraviteljem Hrvatskog centra u Norvalu gdje je djelovao osam godina, od 1987. do 1995. godine.
Poslije 1995. ponovno je obnašao dužnost direktora Hrvatskoga etničkog instituta u Chicagu. Uređivao je Hrvatski kalendar. Vratio se u Hercegovinu 2016. i živio je u samostanu na Humcu. Preminuo je 21. lipnja 2020. u Humcu i pokopan u Čitluku.

## Djela
- Die Schulung der Kinder verschiedener Nationalitäten aus Jugoslawien in den europäischen Ländern
- Hrvatski jezik I (suautor)
- Hrvatski jezik II (suautor)
- Croatians in the Sudbury Centennial  (suautor)
- Ilustrirani rječnik za djecu: hrvatski-engleski-njemački-francuski  (suautor)

Ljubo Krasić je uređivao izdanja Hrvatskog kalendara (eng. Croatian almanac) od 1997. do 2005. godine. Iznimno su vrijedna jer su u njima obrađene hrvatske župe u Americi i Kanadi.

## Nagrade
Odlikovan je Redom Danice hrvatske s likom Antuna Radića (1995.).